# Aperture laterali
La locuzione aperture laterali raggruppa convenzionalmente le aperture scacchistiche statisticamente più usate tra quelle in cui la prima mossa del Bianco è diversa sia da 1.e4 che da 1.d4. Esse sono:
- 1.c4: partita inglese
- 1.Cf3: apertura Réti
- 1.f4: partita Bird
- 1.b3: apertura Larsen

Tali aperture vengono classificate dalla Enciclopedia delle aperture scacchistiche con i codici ECO da A01 ad A39.